# Тимпа (гора)
Тимпа (нім. Zinne, або Капеленберг; лат. Mons Cinum) — гора, частина масиву Поставарул, розташована в південній частині Східних Карпат і майже повністю оточена містом Брашов. Висота гори становить 960 м (за деякими джерелами 995 м), майже 400 м над містом.

## Природний заповідник
Гора здебільшого складається з вапнякових утворень, поступово піднімаючись із земної поверхні.
Більша частина гори (1,5 км²) — оголошена природним заповідником, тому що наявні рідкісні види тварин (ведмеді, птахи, метелики — 35 % видів румунських метеликів) та види рослин (рідкісний сорт Ліверліф, трансільванський вітряник). Існує низка шляхів до вершини: є 25 звивистих доріжок, підготовлених у 1837 році адміністрацією Брашова; Сходи Габоні; Лицарська дорога, що відноситься до часів цитаделі Брашовія; та автодорога. Канатна дорога здійснює подорож від ресторана біля підніжжя гори до ресторана на її вершині менш ніж за три хвилини.

### Рослини

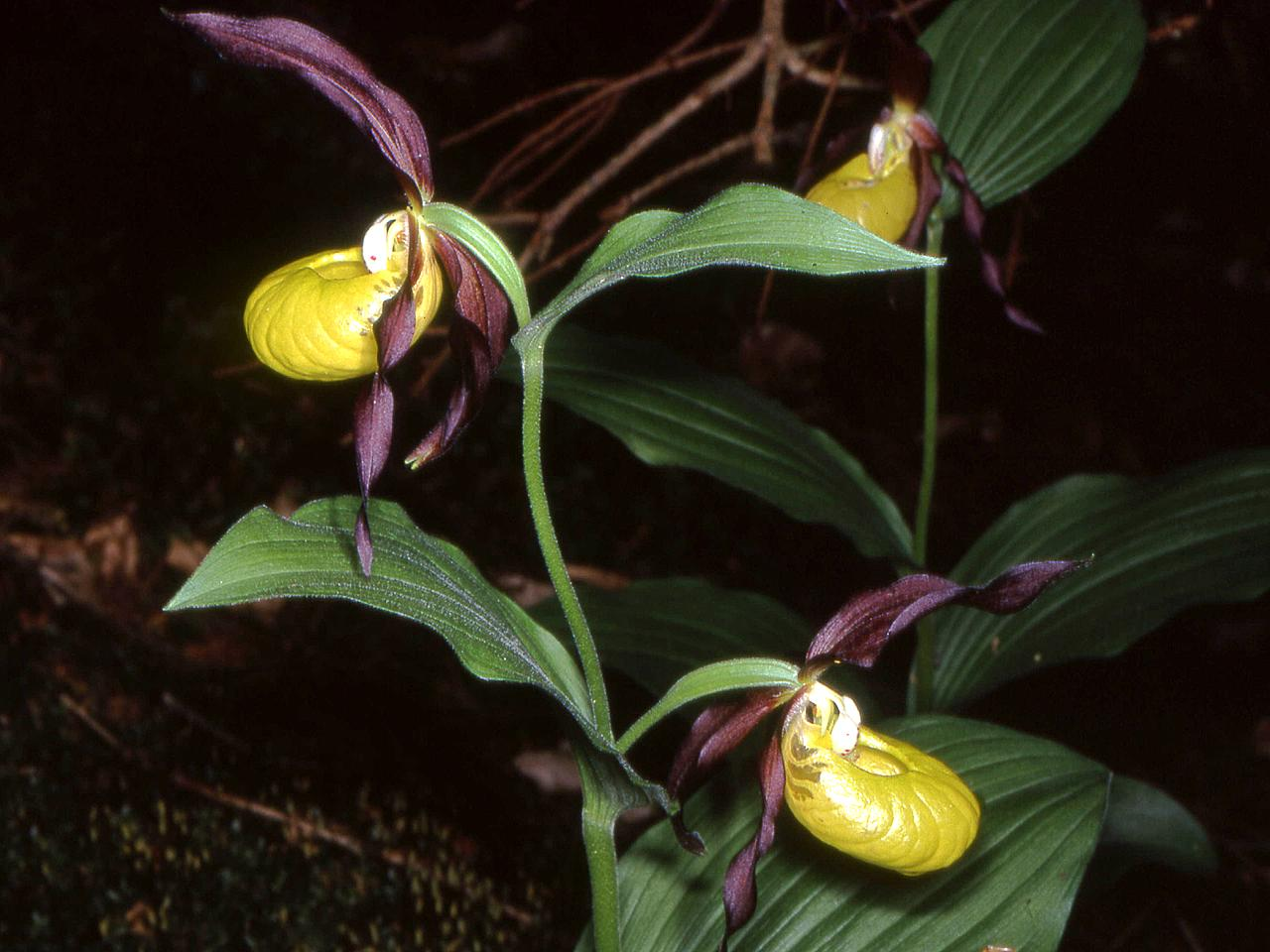
Дамська тапочка

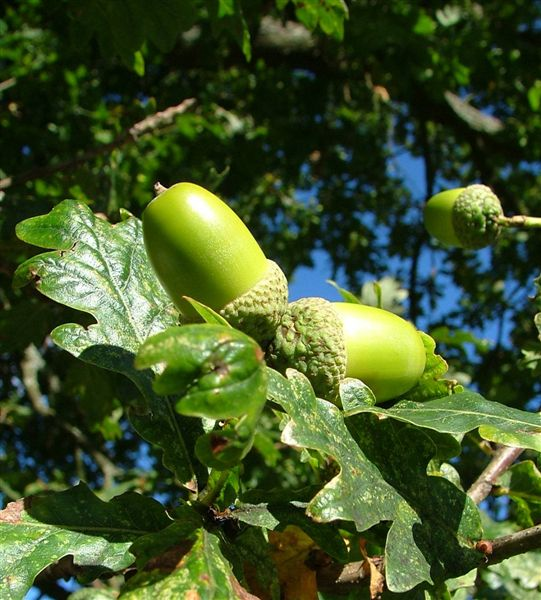
Жолуді

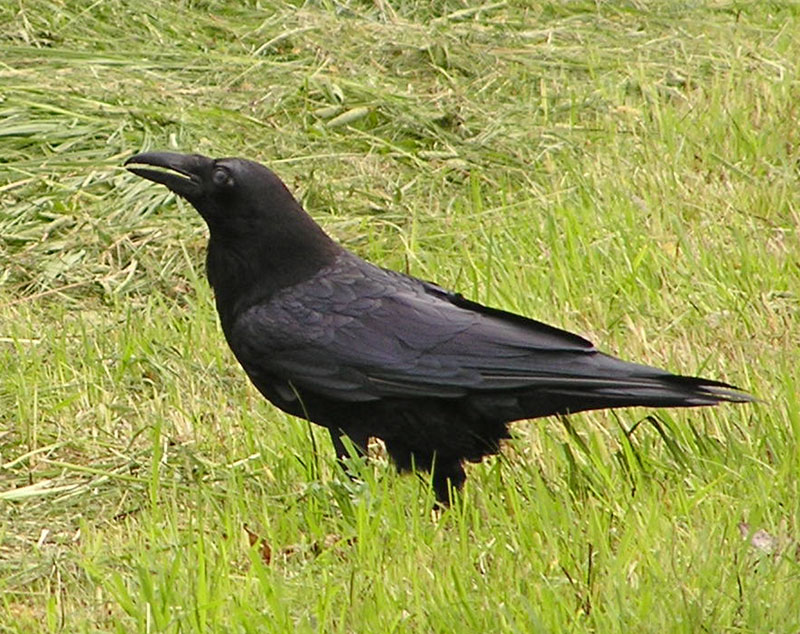
Ворон звичайний

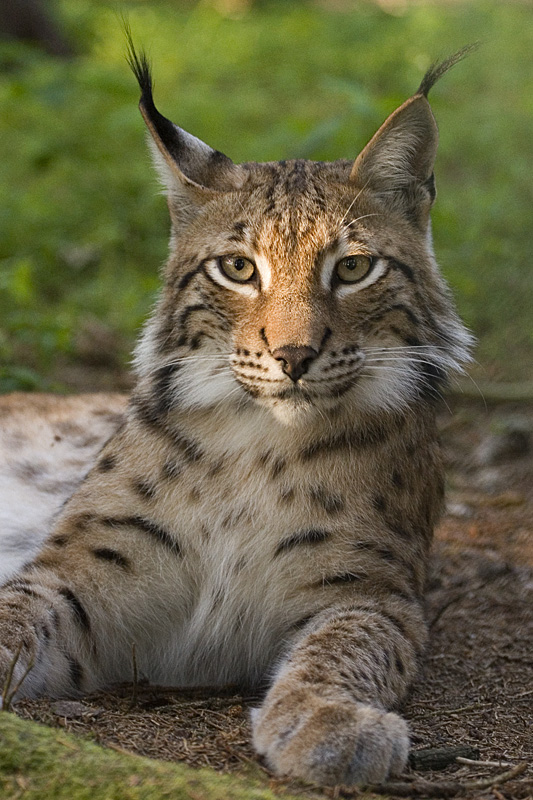
Рись

| Звичайне ім'я             | Латинська назва          |
| ------------------------- | ------------------------ |
| Хрест відважного серця    | Hepatica transsilvanica  |
| Кизил звичайний           | Cornus sanguinea         |
| Звичайний бузина          | Самук чорний             |
| Ліщина звичайна           | Corylus avellana         |
| Коров'ячий ковпак         | Primula officinalis      |
| Карликовий мигдаль        | Amigdalus nana           |
| Європейський попіл        | Fraxinus excelsior       |
| Бук європейський          | Fagus sylvatica          |
| Європейський кизил        | Cornus mas               |
| Граб європейський         | Carpinus betulus         |
| Модрина європейська       | Larix decidua            |
| Ковила                    | Стипа пенната            |
| Вилка жайворонок          | Consolida regalis        |
| Мелена вишня              | Prunus fruticosa         |
| Ірис                      | Iris germanica           |
| Дамська тапочка           | Cypripedium calceolus    |
| Липа крупнолиста          | Tilia platyphyllos       |
| Крона вапняку             | Спірея крената           |
| Гірський в'яз             | Ulmus montana            |
| Ялина норвезька           | Picea abies              |
| Дуб черешчовий            | Quercus robur            |
| Кролик хвіст              | Sesleria rigida          |
| Сосна звичайна            | Pinus sylvestris         |
| Подорожник срібний        | Plantago argentea        |
| Плямистий тюльпан         | Fritillaria meleagroides |
| Трансильванський вітряник | Bromus marcensis         |
| Дикий гіацинт             | Hyacinthus orientalis    |
| Вовчиця                   | Аконітум                 |
| Деревна анемона           | Anemone nemorosa         |

### Тварини

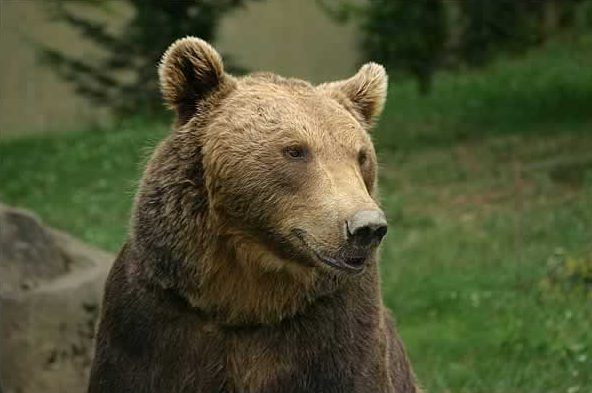
Бурий ведмідь

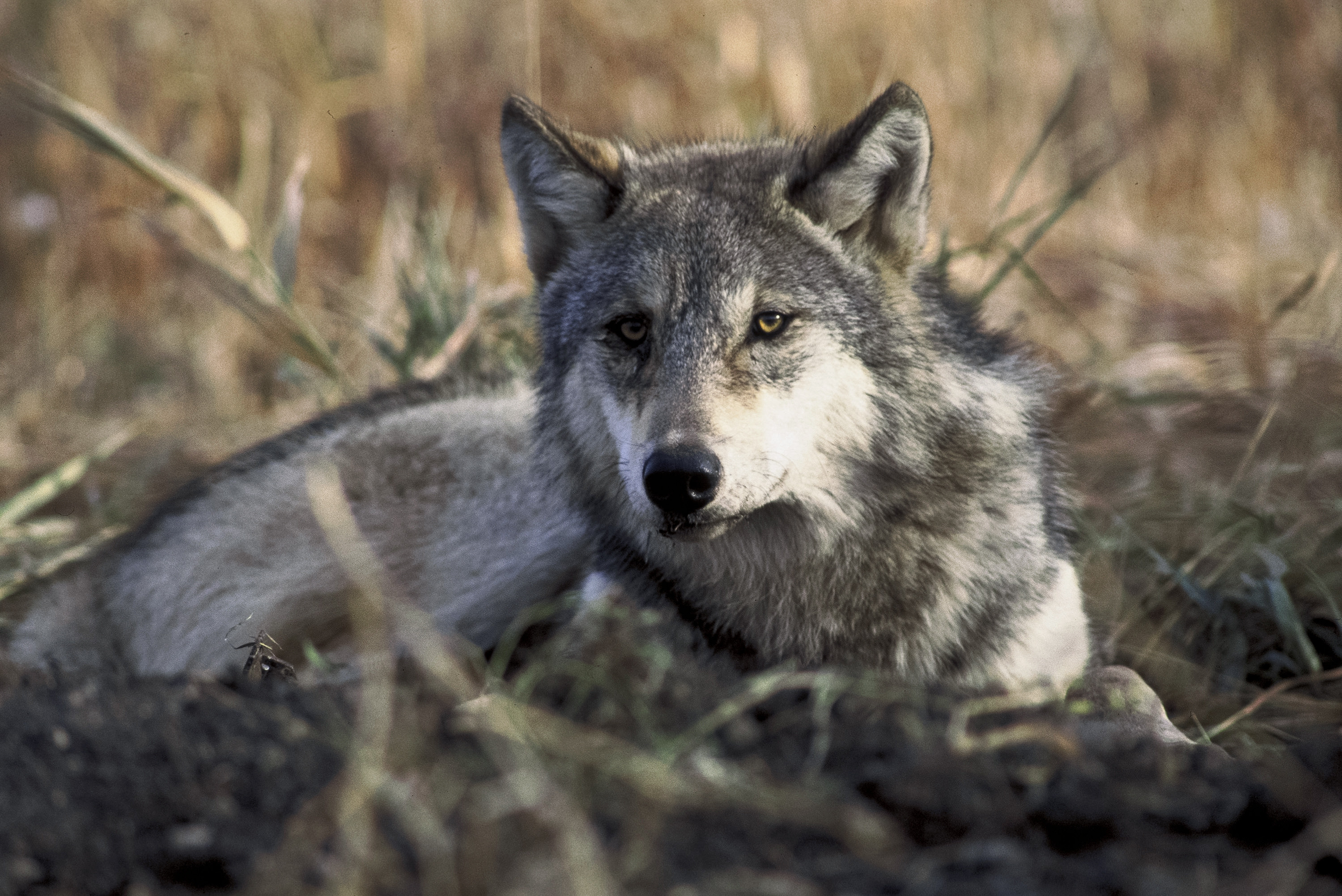
Сірий вовк

| Звичайне ім'я         | Латинська назва   |
| --------------------- | ----------------- |
| бурий ведмідь         | Ursus arctos      |
| Метелики              | Papilionoidea     |
| Ворон звичайний       | Corvus corax      |
| Євразійська рись      | Рись рись         |
| Європейська гадюка    | Vipera berus      |
| Золотий орел          | Aquila chrysaetos |
| Сірий вовк            | Вовчак канісу     |
| Руда білка            | Sciurus vulgaris  |
| Інші птахи            | Авес              |
| 17 рідкісних видів ос | Апокрита          |

## Етимологія

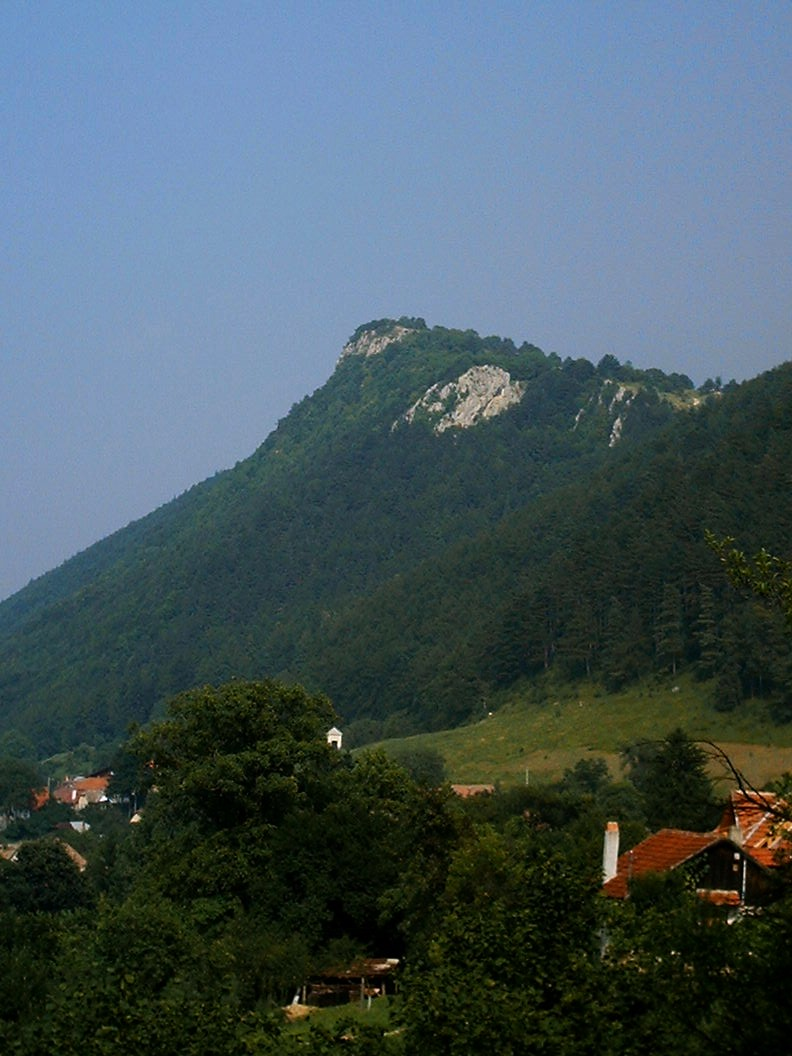
Велика Тампа і Маленька Тампа

Етимологія слова Тимпа, яким називають кілька гір, досліджувалась румунськими лінгвістами. Миколу Драган спостеріг, що албанські і південні італійські діалекти, а також Каталонський мають схожі слова, що означають «валун», «бугор» або «скелястий нахил». Він запропонував доримське, фракійське походження (* timpa), що означає «протока, гірська долина» та «гора, скеляста гора». Константин Дікулеску прийняв теорію без важливих змін, зазначивши, що тимпа означає «пагорб» у доричній грецькій мові.
Однак Овідій Денсусіану висловив заперечення щодо зв'язку між Тимпою та каталонським значенням. Густав Вейганд заявив, що топонім походить від прикметника tâmp — слова давньоболгарського походження, що означає «зношений, вирівняний»
Йоргу Йордан зазначив, що фізична природа місць під назвою Тимпа, які, як правило, є гострими горами, сприяє Драгану, як і вражаюча фонетична та семантична схожість між румунським терміном та іншими мовами. Він також зазначає про існування іменника tâmpă, що означає «дуже обширний схил гори, скелястий і з дуже різким спуском»; також виступаючи як тимп, це може означати «пагорб або гора, що різко піднімаються на велику відстань над рівною землею».

## Історія

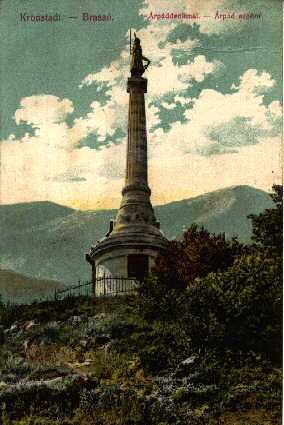
Статуя Арпада, 19 століття

Найдавніші людські сліди на Тимпі сягають часів даків. На Тимпі археологи виявили кісткову яму того періоду, вказуючи на те, що там практикувався язичницький культ.
Протягом багатьох років Тимпа була відносно безпечна від стихійних лих, таких як селеві пологи або землетруси. Найбільш серйозні збитки завдані пожежами, особливо 1689, 1731, 1860, 1880 та 1946 роках.

Малюнок 20-го століття Цитаделі Брашовія

Цитадель Брашовія була одним із семи замків, які дали німецьку назву Трансільванії: Siebenbürgen. Вважається, що будівля, розташована між вершиною і гребнем Тимпи, була піднята за часів Тевтонських лицарів (1212—1218) і укріплена. У 1241 р. кілька сімей Брашових змогли сховатися там від татарських набігів. У 1397 році, перед початком війни проти турків, Мірча І з Валахії розмістив свою сім'ю в цитаделі. У 1421 році жителі Брашова сховались у цитаделі, як і султан Мурад II. Укріплення стало небезпечним для жителів Брашова та для всієї місцевості. За допомогою Джона Хуньяді мешканці вирішили знести його. Камені використовувались для зміцнення цитаделі в долині.

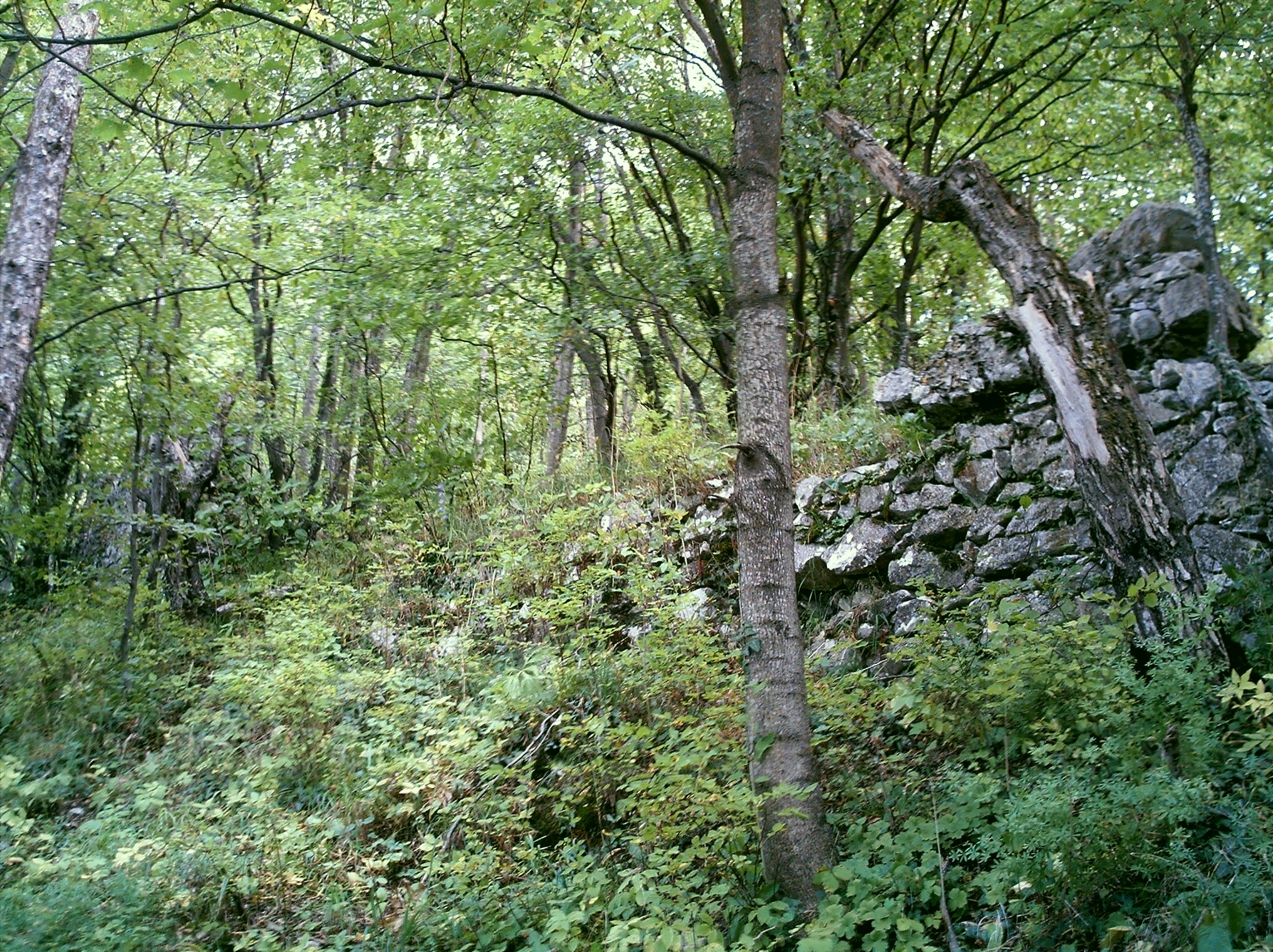
Руїни цитаделі

Цитадель була кам'яною, з невеликою багатокутною вежею на західній стороні, на піку Тимпи. Вздовж стін були знайдені невеликі вежі для оборони. У південних стінах виявлено сліди невеликих кімнат. Всередині була також глибока криниця та каплиця. Провізію приносили люди з вузької долини, званої Кутун, з якою її пов'язувала Лицарська дорога. Близько 1910 року Костантін Лацеа писав, що "навіть сьогодні румунське населення, особливо Костені (мешканці вулиць Коастей і Костіей), на чолі з Джунієм Курчані (" Молоді індики «), виходять на наступний день після П'ятидесятниці до Цитаделі на Тимпі, біля Хреста Кутуна, святкувати. Старі люди розповідають, як у молодості вони грали в Цитаделі на Тимпі».

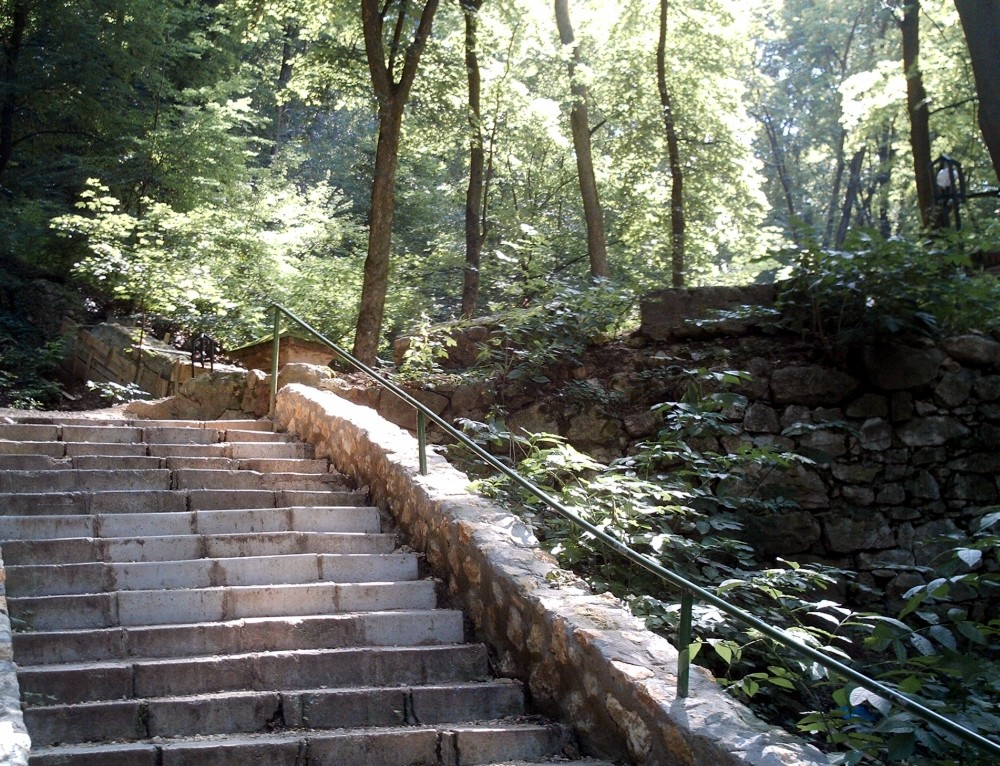
Руїни Турнула Чізмарілора, з частиною стіни

У XV столітті біля підніжжя Тимпи були побудовані дві сторожові вежі, зв'язані з цитаделлю через ряд стін, які разом проходять від веж до вершини гори. Після введення вогнепальної зброї дві вежі були зруйновані в 18 столітті (на двох гравюрах цього століття Тимпа спершу з ними, а потім без). Турнул Кусітарілор (Башта ножів), розташована праворуч від Бастіонула Чесеторілора (Бастіон ткачів), відкривала вид на долину (Очей). Турнул Чізмарілор (Вежа виробників черевиків), розташована над Бастіонулом Поставарілор (Бастіон Дрейперс), домінувала над Блуманою та Курматурою (область між Тимпою та Діалулом Мельцілор — «Пагорб равликів»).
На карті, підготовленій Джованні Морандо Вісконті в 1699 році, можна побачити хрест над Брашовом, на вершині Тимпи. Саксонський автор Томас Тартлер це підтверджує; він писав, «існував хрест, великий як розп'яття, як папісти називали Тимпа Хрестовою Горою (Кройцберг)». Хрест належав румунам, які піднімали (з дозволу влади цитаделі) хрести по всій долині, іноді навіть на дуже короткій відстані від міських стін. В одній хроніці йдеться, що хрест Тимпа був побудований 2 серпня 1696 року, приписуючи його теслям імператора Хусейна.

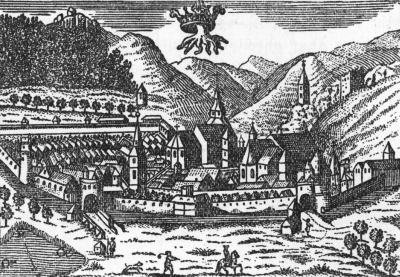
Каплиця (вгорі ліворуч), як зображено на гравюрі 1750 року

Близько 1714 р. брашовський сенатор Йоганн Драудт, прийнявши католицизм, збудував на Тимпі каплицю, присвячену святому Леонарду. Злодії або лютерани грабували або оскверняли молитовний будинок. 10 червня 1737 року, на наступний день після П'ятидесятниці, о третій годині дня, «блискавка вдарила до каплиці перед вівтарем, вдаривши папського німецького кравця та його дружину, які там притулились. Їх собаку також вдарила блискавка». З часом від каплиці залишились лише руїни.
У 1849 р., після імператорської російської інтервенції на підтримку Австрійської монархії, Тимпа стала домом для пам'ятника у формі піраміди, піднятого за ініціативою генерал-лейтенанта фон Хасфорта з написом Rusia et Austria unitæ MDXXXIL («Росія та Австрія об'єдналися 1849 р.»)

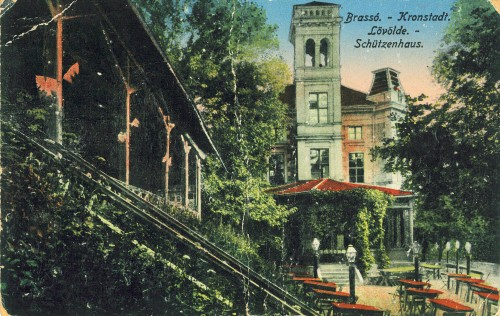
Стрілецький тир- початок 20 століття

Після 1865 року в Тимпі розмістився «Стрілецький тир», улюблене місце серед чоловічого населення міста. Окрім вогневої практики, в цьому місці була доріжка для боулінгу та ресторан; його прикрашали численні мисливські трофеї та манекени, одягнені в пластинкові обладунки. Будівля дуже постраждала внаслідок пожежі 1916 р. і довгий час залишалася занедбаною.
У 1896 р., під час святкування 1000-річчя племен мадярів, які оселилися в Паннонії під керівництвом Арпада (див. Паннонський басейн до Угорщини ), по всьому Королівстві Угорщина було збудовано сім пам'ятних статуй. У зв'язку з цим, монументальна колона увінчана статуєю лучника 2014 р.; всенародно ототожнюється з самим Арпада і викликає суперечки всередині румунського співтовариства. Камінь, що використовувався для пам'ятника, був перевезений на схил фунікулером, а завершений пам'ятник мав громовідвід; загалом, його будівництво коштувало 22 585 флоринів.
Вперше новий пам'ятник був пошкоджений бомбою, встановленою біля його основи, в результаті нападу, проведеного двома терористами проти угорського панування (Іліє Катарау та Тимофія Кирилова) у вересні 1913 року. У грудні того ж року пам'ятник був сильно пошкоджений грозою: «Статуя Арпада» впала з верху колони і розбилася на шматки. У 1916 році решта частин була підірвана румунською армією під час просування Першої світової війни до Трансильванії. Рештки статуї було вивезено комуністичною владою Румунії в 1966 році, а голову зберігає Парафіяльний будинок Реформатської церкви в Брашові.

Ресторан Béthlen, початковий вигляд

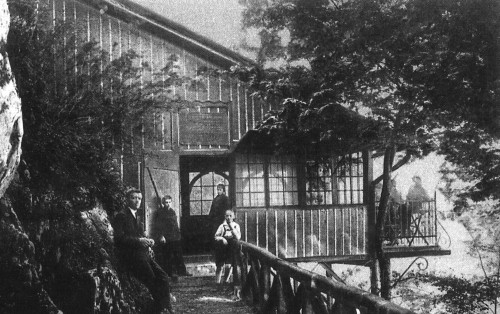
Ресторан Béthlen, після розширення

Близько 1890 року гора стала домівкою для ресторану і пабу. У 1905 році була обладнана терасою, що виходила на крутий схил. 23 березня 1977 року ресторан згорів внаслідок аварії. У 2001 році Рада повіту Брашова встановила мармуровий хрест по периметру; освітлений знак із назвою Брашов був відновлений у 2006 році.

Акведук Брашов

У 1891—1892 рр. на хребті Тимпи під керівництвом інженера Крістіана Керча (найкраще запам'ятався Будинком Керчів у центрі Брашова) був зведений Бравєвський акведук. Вода подавалась через керамічні труби на велику відстань, від джерел на іншому боці Тимпа. Зношення трубопроводів зрештою змусило владу Брашова забезпечити водопровід водою з району міста (популярний міф все ще стверджує, що вода, що проходить через акведук, є джерельною водою, і іноді люди все ще постачають себе безпосередньо з цього місця).

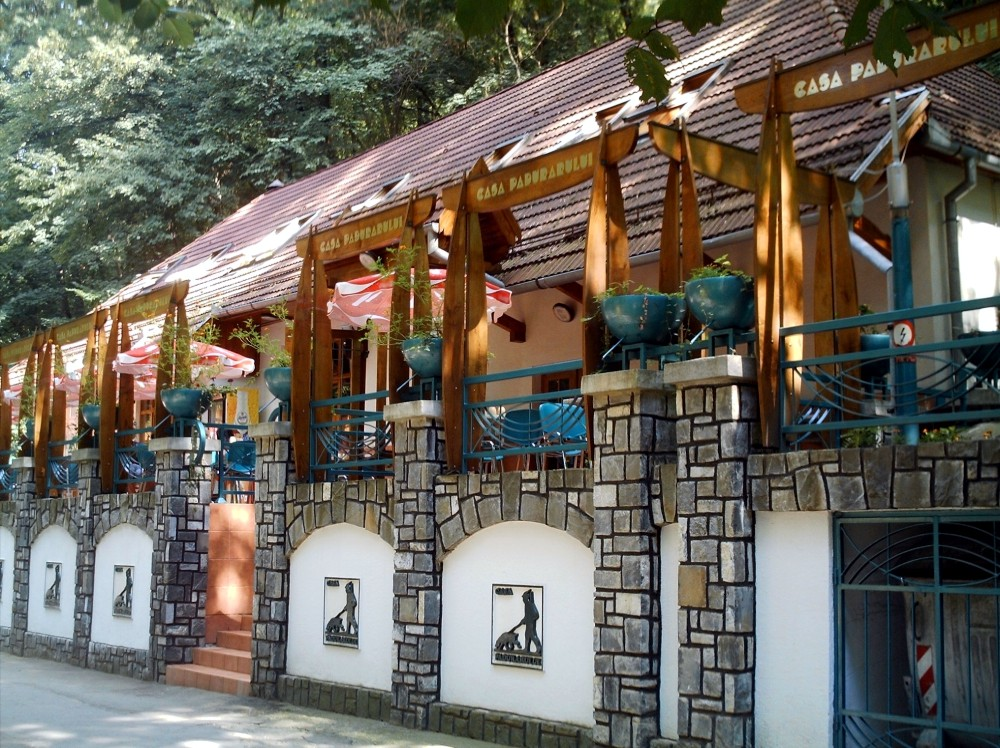
Будинок Лісоруба

«Будинок Лісоруба» — це ресторан у сільському стилі, розташований біля підніжжя Тимпа, приблизно на півдорозі вздовж пішохідної дороги. Побудований на початку 20 століття, служив місцем відпочинку для жителів Брашова, які прогулювалися набережною біля гори. Поруч з цим рестораном, відновленим у 2000-х роках після пожежі, канатна дорога починає рух, проводячи пасажирів менш ніж за три хвилини до ресторану «Панорамний», розташованого на вершині гори.
У 1968—1969 рр. на гребені Тимпи було побудовано телевізійну вежу, ресторан та канатну дорогу. Сьогодні вежа отримує сигнал від Поставару і передає його в місто внизу (спочатку з 10 кВт, але сьогодні лише 2 кВт), тоді як ресторан Panoramic, розташований у вигідному місці, пропонує прекрасний вид на місто зі своєї їдальні. Кінцева станція канатної дороги також знаходиться під вежею. До 1989 року, коли туристи вийшли з канатної дороги, їх зустрічав величезний бурий ведмеіль (чучело), грізно стоячи на двох ногах. Одночасно з побудовою цього комплексу, недалеко від нього, було побудовано флагшток. У 2004 році Рада повіту Брашова гарантувала для нього святкове освітлення, встановивши потужний лазерний відбивач, який освітлює небо значну частину кожного вечора.

## Історії

### Тунелі та озеро
Історія стверджує, що там був тунель, що з'єднував Каса Сфатулуй з печерою під Чауа Тампеї, в якій під час Першої світової війни утримувались німецькі військовополонені, перекривши обидва кінці тунелю.
На початку 1940-х років була пропозиція прокопати тунель під горою Тимпа, щоб зв'язати Старе місто з районом Валеа Цетаньї. Після вступу Румунії у Другу світову війну від проекту відмовились. Проект у 1979 році, передбачав східно-західний тунель довжиною 842 м, шириною 9,8 м і висотою 7,65 м. Будівництво передбачало б виїмку 100 000 м3 гірської породи вартістю (у 1984 р.) 163 млн. леїв. За іншою оцінкою, зробленою в 2003 році Радою повіту Брашов, вартість будівництва тунелю становить близько 11 мільйонів євро.
Говорять, що всередині гори є велике озеро. Буріння тунелю може призвести до затоплення міста. Проте конкретних доказів такого озера ніколи не було знайдено.
Точно відомо, що під горою є три чи чотири тунелі, проте лише один з яких придатний для використання. Цей тунель з'єднує Casa Sfatului з однією з веж старої цитаделі. Через небезпеку проникнення всі тунелі закриті металевими решітками. Кажуть, що під час бомбардування Румунії під час Другої світової війни один із тунелів був заблокований уламками, ховаючи живими тих людей, які сховалися.

### Кам'яна лава

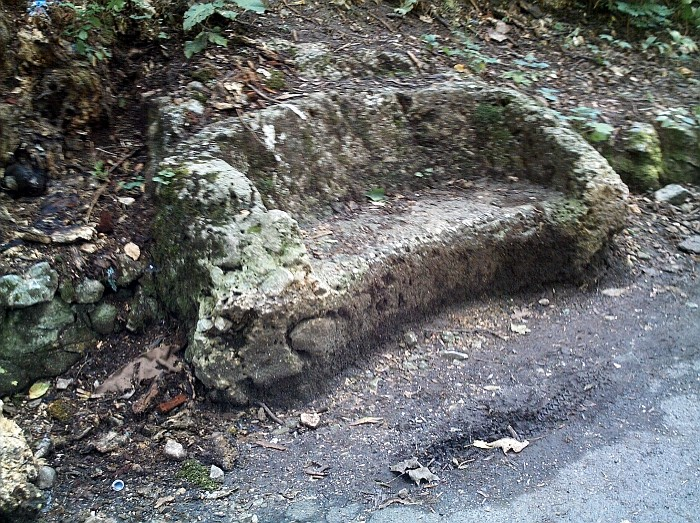
Кам'яна лава від Тимпа

Біля підніжжя Тимпи, уздовж південно-східної сторони старих фортечних стін, є дерев'яна доріжка — улюблене місце для прогулянок мешканців. Серед дерев'яних лавок, що вистилають стежку, лежить невеличка лава, вирізана зі скелі. Кажуть, що скеля впала з гори, похоронивши двох закоханих, які обіймалися на цьому місці. У документі 1817 року згадується історія, в якій ім'я жінки, вбитої скелею, називається Ана Марія.

### Орагул Сталін
19 серпня 1946 року на Тимпі сталася велика пожежа, яка випалила частини лісу, що покривав гору. На початку 1950-х років, після того, як Брашов був перейменований на Орагула Сталіна влада почала садити ялини, щоб слово «СТАЛІН» було добре видно з міста. З роками рослинність затуманила слово, виписане деревами. Проте до цього дня (особливо взимку) ще можна розрізнити маркування «ALIN», коли їдеш дорогою з Бурценландії.

## У популярній культурі
Футбольна команда «Брашов» отримала прізвисько «Дияволи Тимпи».

## Галерея

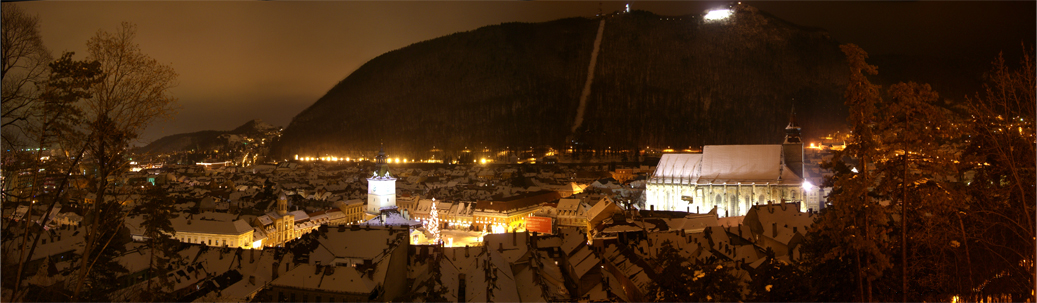
Тампа вночі - панорама
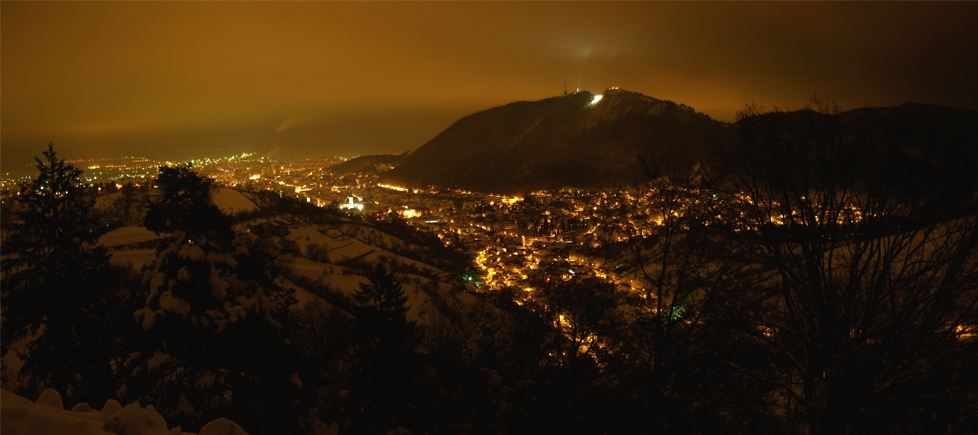
Тампа вночі - панорама 2
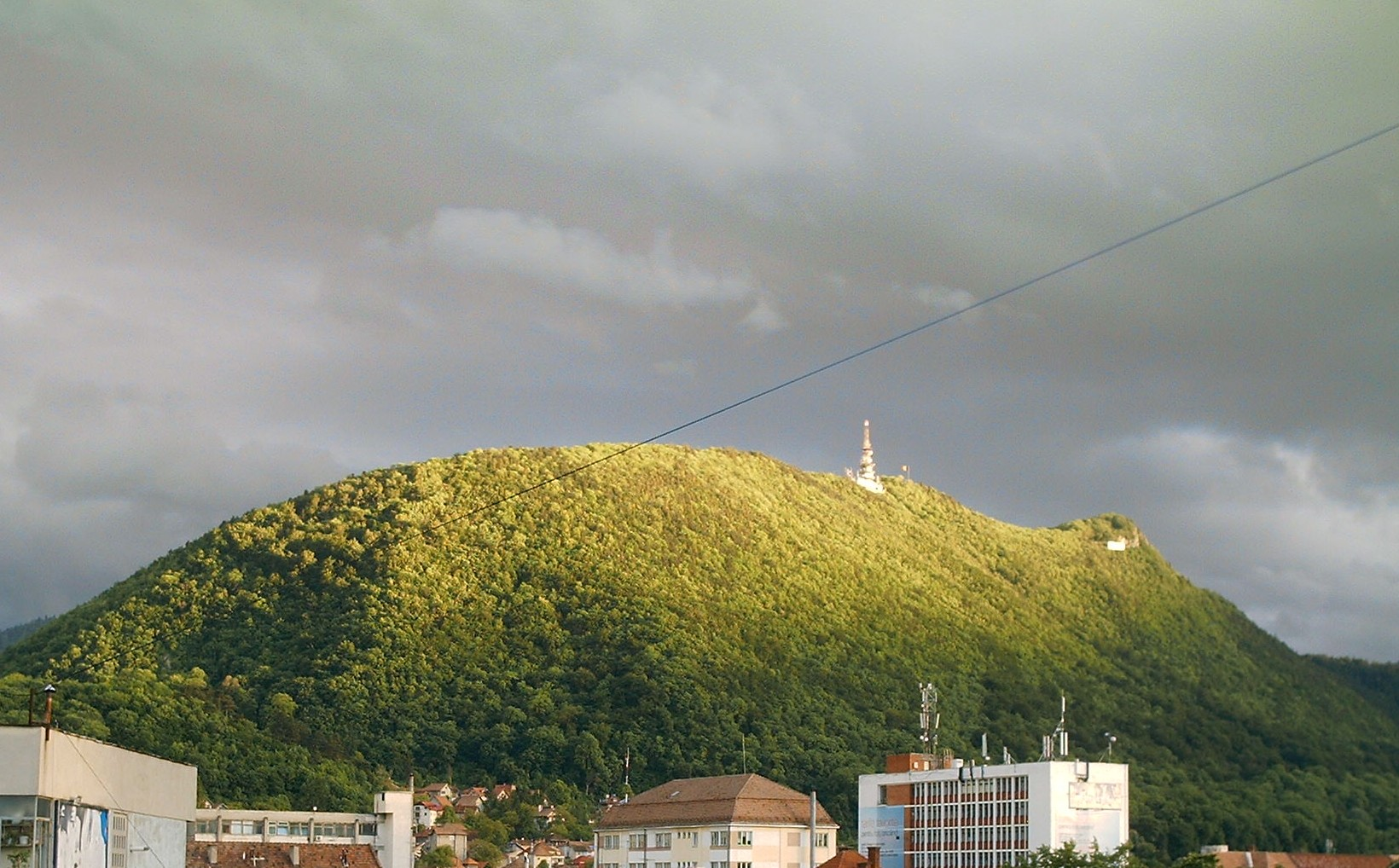
Тампа влітку купалася у світлі ...
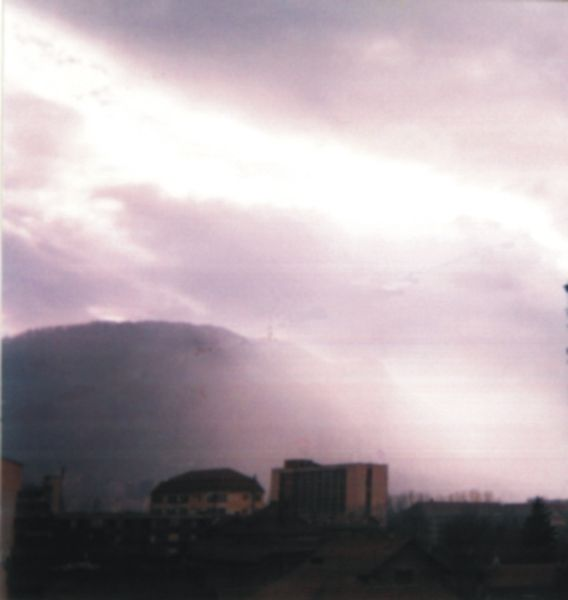
... зима ...
Брашов, як видно з вершини Тампа